# عبد الله يوسف هلال
عبد الله يوسف عبد الرحيم محمد هلال (ولد في 12 يونيو 1993) لاعب كرة قدم دولي بحريني يلعب حاليا لصالح نادي سلوفان ليبيريتش الذي ينافس في دوري الدرجة الأولى التشيكي في مركز المهاجم من 2021.

## المسيرة الرياضية

### الرفاع الشرقي
انضم هلال إلى فرق الفئات السنية في الرفاع الشرقي في عام 2009. تم تصعيده إلى الفريق الأول في بداية موسم 2014-2015 حيث قاد هلال فريقه الرفاع الشرقي للفوز ببطولة كأس السوبر البحريني بعدما تغلب على الرفاع بركلات الترجيح. وفي أول موسم للرفاع الشرقي بعد عودته للدوري الممتاز استطاع هلال أن يساهم في بقاء فريقه عبر احتلال المركز الرابع برصيد 33 نقطة من 18 مباراة أما في كأس ملك البحرين فقد خرج الرفاع الشرقي من الدور الثمن النهائي بعد الخسارة من البسيتين 3-4. بينما في كأس الخليج للأندية فقد احتل الرفاع الشرقي المركز الثاني في المجموعة الثانية وتأهل إلى الدور الربع النهائي ولكنه خسر من الشباب الإماراتي 1-3.
في الموسم التالي 2015-2016 احتل الرفاع الشرقي المركز الخامس برصيد 22 نقطة وهو ما يعد تراجع كبير في المستوى ولكنه استطاع تسجيل هدفين. وفي بطولة كأس ملك البحرين فقد تكرر خروج الرفاع الشرقي من الدور الثمن النهائي للمرة الثانية على التوالي ولكن هذه المرة من المنامة بركلات الترجيح. وفي بطولة كأس الاتحاد البحريني احتل الرفاع الشرقي المركز الثاني في المجموعة الثانية ليتأهل إلى الدور النصف النهائي ولكنه خسر من الأهلي بهدف نظيف. في 15 مارس 2016 قام الرفاع الشرقي بتجديد عقد هلال ليمتد لمدة ثلاث مواسم حتى صيف 2019.
في الموسم الثالث والأخير لهلال مع الرفاع الشرقي فقد ساهم في حفاظ فريقه على مستواه باحتلال المركز السادس برصيد 22 نقطة. وقد سجل هلال ثلاثة أهداف. وفي بطولة كأس ملك البحرين خرج الرفاع الشرقي من الدور الثمن النهائي للموسم الثالث على التوالي مع هلال وذلك بعد الخسارة من الحد 0-4. أما في بطولة كأس الاتحاد البحريني فقد احتل الرفاع الشرقي المركز السابع في المجموعة الثانية وخرج من الدور الأول.

### المحرق
في صيف 2017 انتقل هلال إلى المحرق في عقد لمدة موسم واحد. في بطولة الدوري الممتاز كان هلال أحد الركائز الأساسية في تحقيق المحرق البطولة بعدما سجل 3 أهداف أدت إلى أن يجمع المحرق 45 نقطة من 18 مباراة بفارق 15 نقطة عن وصيفه النجمة. وفي بطولة كأس ملك البحرين خسر المحرق في المباراة النهائية من النجمة بركلات الترجيح. وسجل هلال في هذه البطولة هدفين على الرفاع الشرقي في الدور الثمن النهائي والرفاع في الدور النصف النهائي. وفي كأس النخبة خرج المحرق من الدور النصف النهائي بعد الخسارة من الحد 0-2.

### بوهيميانز
في 19 يوليو 2018 انتقل هلال إلى بوهيميانز 1905 الذي ينافس في دوري الدرجة الأولى التشيكي. وبذلك يصبح هلال أول لاعب بحريني يلعب في بطولة دوري ممتاز في أوروبا. في 28 يوليو 2018 لعب هلال مباراته الأولى مع النادي بعد مجيئه كبديل في الدقيقة 65. سجل هدفا وصنع آخر في المباراة التي انتهت بخسارة فريقه 4-2 من بريبرام. خلال النصف الأول من الموسم لعب هلال 15 مباراة مسجلا خمسة أهداف.

### سلافيا براغ
أداء هلال الكبير الذي قدمه في خلال نصف موسم جذب اهتمام سلافيا براغ الذي قرر التعاقد معه في 4 يناير 2019 وبعدها إعارته إلى بوهيميانز إلى نهاية الموسم. لعب هلال مع بوهيميانز خمس مباريات. استطاع هلال في احتلال بوهيميانز المركز الثالث عشر متقدما بفارق الأهداف عن بريبرام ضامنا بقائه في الدرجة الأولى. وفي بطولة كأس التشيك فقد وصل هلال مع بوهيميانز إلى الدور النصف النهائي حيث خسر من بانيك أوسترافا بهدف نظيف.
في 17 سبتمبر 2019 دخل هلال التاريخ مرة أخرى من خلال كونه أول لاعب من دول مجلس التعاون الخليجي يشارك في مباراة دوري أبطال أوروبا 2019-20 ضد إنتر ميلان الإيطالي. لعب هلال 18 مباراة مسجلا هدفين ليساهم في تتويج سلافيا براغ ببطولة دوري الدرجة الأولى. بينما في بطولة كأس التشيك فقد خرج سلافيا براغ من الدور الثمن النهائي بعد الخسارة من بانيك أوسترافا 0-2. في دوري أبطال أوروبا خرج سلافيا براغ من الدور الأول بعد احتلال المركز الرابع والأخير برصيد نقطتين.

### سلوفان ليبيريتش
في 4 أغسطس 2020 أعار سلافيا براغ هلال إلى سلوفان ليبيريتش مع لاعبين آخرين. في 22 أكتوبر 2020 سجل الهدف الوحيد في الفوز 1-0 على غينت في الدوري الأوروبي 2020–21. قرر سلوفان ليبيريتش إنهاء إعارة هلال في 31 ديسمبر 2020 على الرغم من تسجيله 4 أهداف في 9 مباريات في بطولة الدوري حيث كان يحتل وقتها المركز الثامن. أما في الدوري الأوروبي فقد خرج سلوفان ليبيريتش من الدور الأول بعد احتلال المركز الثالث في المجموعة الثانية عشر برصيد سبع نقاط من 6 مباريات بفارق أربع نقاط عن الثاني النجم الأحمر بلغراد الصربي.

### سلافيا براغ
بعد عودته من الإعارة لعب هلال ثماني مباريات من ضمنها مباراة واحدة فقط كلاعب أساسي وسجل هدف واحد ولكنه استطاع المساهمة في تتويج سلافيا براغ ببطولة الدوري. أما في بطولة كأس التشيك فقد ساهم هلال في فوز سبارتا براغ بها بعد انتصاره في المباراة النهائية على فيكتوريا بلزن 1-0. بينما في الدوري الأوروبي لم يستطع سلافيا براغ قيد هلال في صفوفه بسبب أنه لعب مع سلوفان ليبيريتش في نفس الموسم. في 13 أغسطس 2021 أعلن هلال عن مغادرته سلافيا براغ من دون تحديد وجهته.

### سلوفان ليبيريتش
في 6 سبتمبر 2021 انتقل هلال من سلافيا براغ إلى سلوفان ليبيريتش.

## المسيرة الرياضية مع المنتخبات
شارك هلال مع منتخب البحرين في كأس آسيا 2019 حيث أوقعته القرعة في المجموعة الأولى. بسبب عودته من الإصابة مؤخرا فإن هلال شارك في آخر تسع دقائق من المباراة الافتتاحية مع الإمارات المستضيف التي انتهت بالتعادل الإيجابي 1-1. في المباراة الثانية لعب آخر 25 دقيقة أمام تايلند ولكنه لم يمنع خسارة البحرين بنتيجة 0-1. في المباراة الثالثة لعب هلال آخر 29 دقيقة أمام الهند وساهم في فوز البحرين بهدف نظيف في الوقت بدل الضائع ليحتل البحرين المركز الثالث برصيد أربع نقاط ويتأهل إلى الدور الثمن النهائي حيث واجه كوريا الجنوبية حيث لعب آخر 11 دقيقة في الوقت الإضافي ولكنه لم يستطيع منع خسارة البحرين 1-2.
في كأس الخليج العربي 24 قرر مدرب منتخب البحرين البرتغالي هيليو سوزا عدم اختيار هلال للمشاركة في هذه البطولة.

## الإنجازات

### الرفاع الشرقي
- كأس ملك البحرين (1): 2014
- كأس السوبر البحريني (1): 2014

### المحرق
- الدوري البحريني الممتاز (1): 2017–18

### سلافيا براغ
- دوري الدرجة الأولى (2): 2019–20 - 2020–21
- كأس التشيك (1): 2020–21

### منتخب البحرين
- كأس الخليج للمنتخبات الأولمبية (1): 2013

## روابط خارجية
- عبد الله يوسف هلال على موقع الاتحاد الأوربي (الإنجليزية)
- عبد الله يوسف هلال على موقع قاعدة بيانات كرة القدم.إي يو (الإنجليزية)
- عبد الله يوسف هلال على موقع ناشيونال فوتبول تيمز (الإنجليزية)
- عبد الله يوسف هلال على موقع Soccerway.com (الإنجليزية)
- عبد الله يوسف هلال على موقع عالم كرة القدم.نت (الإنجليزية)